# 女学者

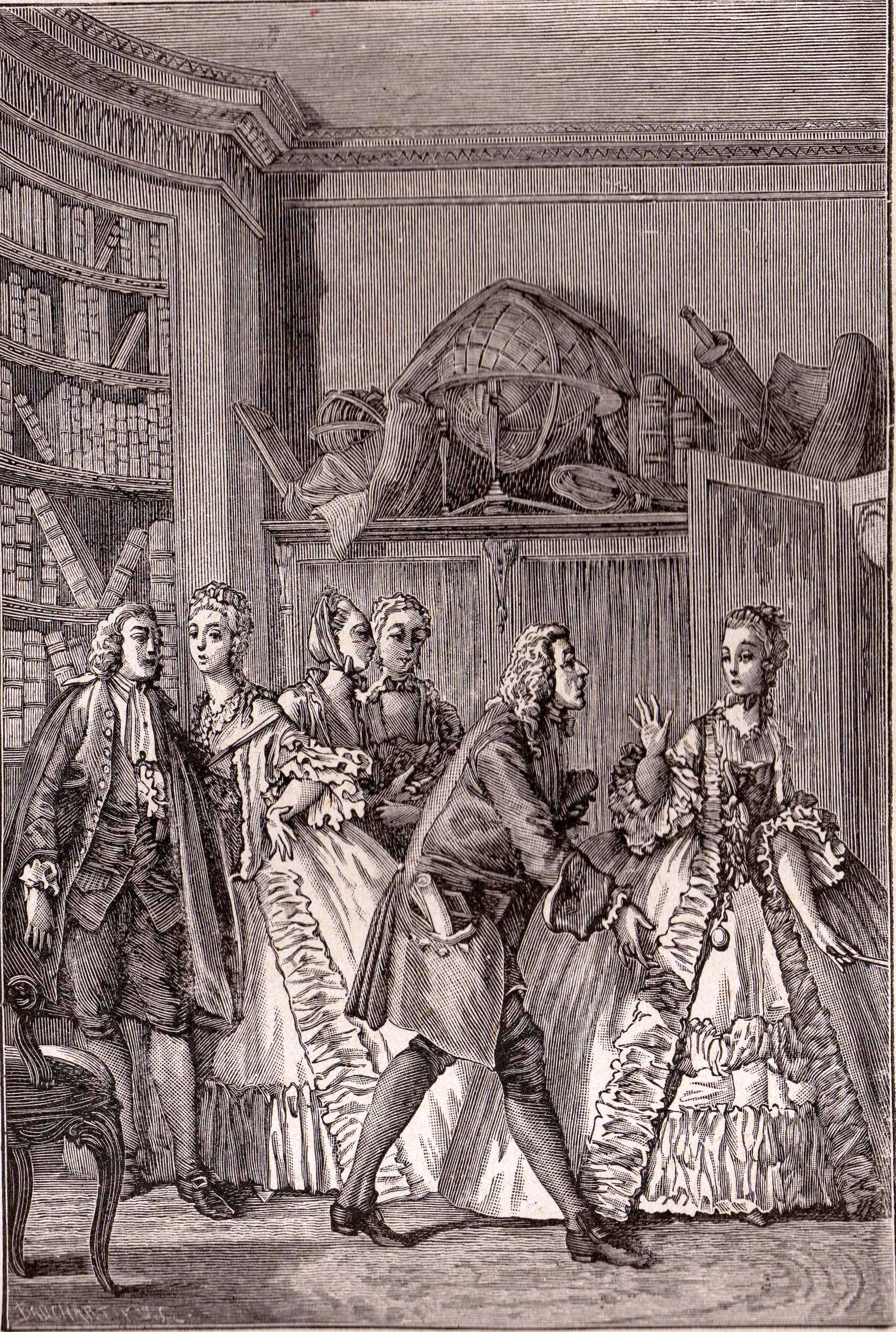
モローによる銅版画

『女学者』（仏語原題： Les Femmes Savantes  ）は、モリエールの戯曲。1672年発表。同年3月11日初演。
古典演劇で当時鉄則とされていた三一致の法則を遵守した作品で、構成や文体などにおいても細心の注意が払われており、モリエールの戯曲の中でも『人間嫌い』と並んで最も美しい芝居であると名高い。

## 登場人物
- クリザール…裕福な町人。優しい男だが、フィラマントの言いなりになっている。
- フィラマント…クリザールの妻。女学者。
- アルマンド…クリザールとフィラマントの娘。フィラマントの追随者。
- アンリエット…同上
- アリスト…クリザールの弟
- ベリーズ…クリザールの妹。妄想狂。フィラマントの追随者。
- クリタンドル…アンリエットの恋人。女学者たちに我慢ならない。
- トリソッタン…才人。フィラマントの尊敬を受けている。
- ヴァディウス…学者
- マルチーヌ…女中。
- レピーヌ…召使
- ジュリアン…ヴァディウスの従僕
- 公証人

## あらすじ
舞台はパリ。クリザールの家から。

### 第1幕
アルマンドとアンリエット、姉妹の会話から幕開け。アンリエットはクリタンドルと近いうちに結婚するつもりでいるが、アルマンドは結婚を否定し、女性は学問に身を捧げるべきだと訴える。クリタンドルはかつてアルマンドに言い寄って失敗した経験を持っているため、姉妹は彼に本心を確かめるが、あっさりとアンリエットを選んだ。アンリエットはクリタンドルに、結婚の話を進めるためには、フィラマントやトリソッタンと、特に母親のフィラマントは、家の一切を実質的に仕切っているので、上手くやる必要があると伝える。クリタンドルは彼らのように、知識をひけらかす人々が大嫌いなのだが、しぶしぶ承諾するのであった。そこへベリーズが登場。クリタンドルは力を貸してもらおうと、話をしようとするが、ベリーズはクリタンドルが自分に恋い焦がれているのだと勘違いして、全く話を聞こうとしない。ベリーズの態度に呆れ果て、助けを他人に求めに行くクリタンドルであった。

### 第2幕
クリタンドルはアリストに力添えを頼むことにした。早速アリストはクリザールに話を通しに行き、ベリーズの勘違いのおかげで邪魔に遭いながらも、承諾をもらった。念のためにアリストはフィラマントにも承諾を求めに行くが、私に任せておけとクリザールは譲らない。クリザールがフィラマントに話をしていく途中で、マルチーヌが何やらわめいていた。フィラマントに「美しくないフランス語を使った」せいで家から出ていくよう言われたのだという。クリザールはマルチーヌをかばおうとして結局失敗するが、フィラマントとベリーズに散々言われるので、我慢ならなくなって、ベリーズに向かって(フィラマントには頭が上がらないので何も言えない)文句を言うのであった。本分を思い出して、フィラマントにアンリエットの結婚の話をするクリザール。ところがフィラマントは、アンリエットをトリソッタンと結婚させるつもりであった。何も言えなくなって帰ってきたクリザールを見て、アリストはその優柔不断さに呆れ、もっとしっかり、家長らしくするよう散々説教する。すっかりその気になるクリザール。

### 第3幕
トリソッタンを囲んで、彼の詩を味わおうとしているフィラマントたち。そこへ登場するが、すぐに退場しようとするアンリエット。アンリエットに気づいたフィラマントは、加わるように命ずる。いざトリソッタンが詩を読みだすと、感動のあまり騒ぎ立てるフィラマントたち。そこへトリソッタンの紹介で、ヴァディウスがやってきた。初めのうちは仲良くやっていたが、ヴァディウスがうっかり先ほどトリソッタンが披露した詩をけなしてしまい、詩作の能力を巡って途端に喧嘩となってしまう。喧嘩となってしまった非礼を詫びるトリソッタンに、結婚の話を切り出すフィラマントであったが、アンリエットにいやがられ、しばらく放っておくことにした。アンリエットが結婚についてアルマンドと話しているところへ、クリザールがクリタンドルを連れてきて、彼を夫とするように言う。アルマンドに自分の考えを伝えに生かせるクリザール。

### 第4幕
ところがアルマンドは、フィラマントにクリザールの考えを正しく伝えなかった。それどころか、クリタンドルを悪しざまに言うので、我慢できなくなったクリタンドルとの言い合いになってしまう。アルマンドは、クリタンドルの恋心が永遠でなかったその不義に怒り、クリタンドルはアルマンドの高慢な態度に我慢ならないのである。そこへトリソッタンがやってきて、今度はトリソッタンと口論になるクリタンドル。クリタンドルは「学のある馬鹿者は、無知な馬鹿者よりずっと手に負えない」という主張で、トリソッタンを攻撃するが、話がかみ合わない。そこへヴァディウスの手紙が舞い込む。「トリソッタンは財産が目当てなだけであるし、詩作の才能もない」と暴露する内容だった。フィラマントはムキになって、ますます結婚を推し進めようとし、今晩中に結婚させると言い出した。困ったクリタンドルはクリザールに助けを求める。今晩中に結婚するというなら、それより先に結婚してしまえばよいのだと妙案を思いつき、実行に移すクリザールであった。

### 第5幕
アンリエットは、愛に応えることはできないとトリソッタンに伝えるが、トリソッタンは耳を貸そうとしない。クリザールは、家長たるところを見せるため、その決意の証拠としてマルチーヌを連れ戻してきた。そこへフィラマントが公証人を連れてやってきた。結婚の契約書の作成にかかるが、花婿を誰とするかで当然意見が割れ、揉めてしまう。そこへアリストが、フィラマントとクリザールへの手紙を持ってやってきた。フィラマントへの手紙は「継続中であった裁判に敗訴し、多額の訴訟費用と賠償金額を払わねばならなくなった」旨、クリザールへは「財産を預けていた男が、破産した」旨、通知する内容であった。途端に豹変し、結婚を断るトリソッタン。このような身持ちになってしまっては迷惑がかかるから、とアンリエットは結婚を諦めようとするが、手紙はアリストによる計略で、すべて真っ赤なウソなのであった。すべて丸く収まり、大団円を迎える。幕切れ。

## 成立過程
「高貴な宮廷人や知識人でも、平民でも楽しめるような作品を書くこと」がモリエールの念願であった。1666年に、2年もの歳月をかけて練りに練って仕上げた「人間嫌い」にて彼はそれを試したが、前者には好評を獲ったものの、後者には不評を買い、興行的には失敗した。この一件以来、モリエールは作風を変え、高級な性格喜劇よりも、宮廷の娯楽用の舞踊劇や市民向けの笑劇などを主に書き始めた。
本作の前年に公開された「スカパンの悪だくみ」もその流れに乗って製作された戯曲のうちの一つである。本作は、現在では非常に上演回数が多いものの、モリエールが生きている間は失敗に近い成績しか挙げられなかった。人間嫌いを高く評価していたニコラ・ボアロー＝デプレオーは、大衆を喜ばせるために低俗な演劇を書くモリエールを苦々しく思い、その著作にて苦言を呈した。
本作はこのような経緯を経て、1672年に制作された。本作は1659年公開の「才女気取り」と密接な関係を持っている。「才女気取り」は、サロンなどに集まる一流の才媛たち「プレッシューズ( Précieuses )」の真似をして得意になっている田舎娘たちを揶揄する内容であるが、その初演から13年の間に、サロンに端を発する文化の波は地方まですさまじい勢いで広がっていた。科学アカデミー (フランス)の設立によって、あちこちのサロンで文学や哲学だけでなく、物理学や天文学などの最新の科学が論じられるようになり、女性たちの中にもこういった学問に関心を示すものが多くなった。このようにして「プレッシューズ」は、本作に登場するような「女学者」に進化したのである。

## エピソード
- スペインのカルデロンや、フェルチールの「町人物語」などが粉本となっている。さらに、第2幕における「下品なフランス語を話したために女中を解雇する」場面は、シャピュッソーの「婦人アカデミー（1661年）」から、衒学者たちのけんかはサン＝テヴルモンの「アカデミー会員の喜劇（1644年）」からの借用である[7]。

- 女性には専門的知識は必要ないというモリエールの考えが、学問に興味を示さないアンリエットが最も機知に富む女性として描かれていることに示されている。このような考え方は現代からすれば極めて時代錯誤で保守的な考えだが、当時としてはごく一般的な考え方であった[8]。

- 本作の完成直前の2月17日に、モリエールの初めての恋人であるマドレーヌ・ベジャールが死去した。マドレーヌは、モリエールを演劇の道に進ませるきっかけを作ったという説さえもある人物で[9][10]、ともに劇団「盛名座」を起こすなど、非常にモリエールと関係が深い。また、モリエールの妻は「アルマンド・ベジャール」と言う名前であるが、マドレーヌの妹だとか、娘であるなど諸説あり、詳しいことはよくわからない。奇しくも1年後の同じ日に、モリエールも亡くなっている[2]。

- 本作に登場するトリソッタンとヴァディウスにはそれぞれモデルがおり、前者はアベ・コタン、後者はメナージュそっくりに描かれた。口ぶりや服装まで似せるなど徹底しており、とくにモリエールはアベ・コタンに私怨を抱いていたようである[6]。

- 作中でトリソッタンが披露している詩は、アベ・コタンの手による実際の作品である。これをクリタンドルが徹底的に貶すわけであるが、こういった直接的な個人に対する攻撃はモリエール作品においては珍しい[11]。

## 日本語訳
- 『博學婦人』坪内士行訳、（モリエール全集 所収）、天佑社、1920年
- 『女學者』井上勇訳、（古典劇大系 第七卷 佛蘭西篇(1) 所収）、近代社、1924年
- 『女學者』恒川義夫訳、（モリエール全集 第二卷 所収）、中央公論社、1934年
- 『女學者の群』内藤濯訳、（モリエエル傑作集 所収）、新潮文庫、1937年（改版し電子書籍で再刊）
  - 元版『女學者の群』内藤濯 訳、（世界文學全集 6 佛蘭西古典劇集 所収）、新潮社、1928年
- 『女學者』矢代静一訳、（世界文学全集古典篇 11 モリエール篇 所収）、河出書房、1951年
- 『女學者』内藤濯 訳、（モリエール名作集 所収）、白水社、1951年
- 『女学者』矢代静一 訳、河出市民文庫、河出書房、1953年
- 『女学者』矢代静一 訳、（決定版 世界文学全集 第三期3巻 所収）、河出書房、1958年
- 『女学者』鈴木力衛訳、（世界古典文学全集 47 モリエール篇 所収）、筑摩書房、1965年
- 『女学者』鈴木力衛 訳、（モリエール全集 4 所収）、中央公論社、1973年

## 翻案
- 『當世女學者』松葉子訳、右文社、1894年